# Список серий KonoSuba
Kono Subarashii Sekai ni Shukufuku o! — аниме-сериал производства Studio Deen, экранизация одноимённой серии ранобэ, написанных Нацумэ Акацуки и иллюстрированных Куронэ Мисимой. Режиссёром аниме является Такаоми Канасаки, сценарий написан Макото Уэдзу, дизайнером персонажей выступил Коити Кикута. Первый сезон аниме-адаптации транслировался с 14 января по 16 марта 2016 года на Tokyo MX. Серия в формате OVA была выпущена 24 июня 2016 года вместе с девятым томом ранобэ. Второй сезон транслировался с 12 января по 16 марта 2017 года. Вторая OVA вышла 24 июля 2017 года вместе с ограниченным изданием двенадцатого тома. Позже 2019 года вышел полнометражный фильм по "Kono Subarashii Sekai ni Shukufuku o! Kurenai densetsu" продолжительностью 1 час 30 минут. 10 Апреля 2024 года вышел 3 сезон "Kono Subarashii Sekai ni Shukufuku wo! 3" Состоит из 11 эпизодов рассказывающее захватывающее приключение.
| Сезон | Сезон                                    | Серий    | Даты показа    | Даты показа   |
| Сезон | Сезон                                    | Серий    | Премьера       | Финал         |
| ----- | ---------------------------------------- | -------- | -------------- | ------------- |
|       | Kono Subarashii Sekai ni Shukufuku o!    | 10 + OVA | 14 января 2016 | 16 марта 2016 |
|       | Kono Subarashii Sekai ni Shukufuku o! 2  | 10 + OVA | 12 января 2017 | 16 марта 2017 |
|       | Kono Subarashii Sekai ni Shukufuku wo! 3 | 11 + OVA | 10 апреля 2024 | 19 июня 2024  |

## Список серий

### Kono Subarashii Sekai ni Shukufuku o!
| 1 | Самопровозглашённая богиня и перерождение в другом мире! «Коно Дзисё: Мэгами то Исэкай Тэнсэй о!» (この自称女神と異世界転生を!)         | Сюндзи Ёсида     | Макото Уэдзу     | 13 января 2016 года  | [ 1 ]  |
| Кадзума Сато, японский школьник-хикикомори, решает выйти на улицу, чтобы купить компьютерную игру. По пути домой он замечает идущую навстречу девушку, которую, как ему кажется, он знает. Обернувшись за ней, он видит, как на неё едет грузовик, и быстро решается спасти её, и поэтому он бежит оттолкнуть её с дороги, однако сам попадает под машину. Через мгновение Кадзума оказывается в пространстве между мирами, а также встречает богиню Акву. Он узнаёт от неё, что девушке не угрожала опасность и что грузовик на самом деле был трактором, а сам он умер от остановки сердца, вызванной сильным шоком. Аква предлагает перенести его в параллельный мир с элементами RPG, где он должен будет сражаться против Короля демонов, при этом дав возможность взять любую начальную вещь или способность. Кадзума решает взять с собой Акву, несмотря на её возражения. Вскоре появляется неизвестный нам ангел, который говорит, что сможет заменить Акву на её месте, и затем переносит обоих в город Аксель. Они сразу решают зарегистрироваться как путешественники в местной ратуше и собирают немного денег в качестве регистрационного взноса. В то время как Кадзума получает лишь самый первый класс, Аква, благодаря своим высоким показателям, становится Верховным жрецом. Последующие недели Кадзума и Аква живут беззаботной жизнью, работая разнорабочими на стройке и отдыхая каждый вечер в таверне и в сауне. В конце концов они вспоминают их истинную цель пребывания в этом мире. | |                  |                  |                      |        |
| 2 | Взрыв для этой тюнибё! «Коно Тю:нибё: ни Бакуэн о!» (この中二病に爆焔を!)                                                               | Масато Миёси     | Аой Акасиро      | 20 января 2016 года  | [ 2 ]  |
| После малоуспешной попытки выполнить квест по борьбе с гигантскими жабами Кадзума и Аква стали искать новых членов для их группы. Так, вскоре они принимают к себе Мэгумин — мага, владеющей мощной взрывной магией. Однако они быстро узнают, что после применения её магии она полностью лишается сил и что она совсем не желает учиться другим навыкам. В итоге Кадзума начинает разочаровываться в Мэгумин и сомневаться в её пользе. Спустя время к группе присоединяется Даркнесс. | |                  |                  |                      |        |
| 3 | Драгоценные трусики в этой правой руке! «Коно Мигитэ ни Отакара (Панцу) о!» (この右手にお宝（ぱんつ）を!)                               | Хидэхико Кадота  | Кодзиро Накамура | 27 января 2016 года  | [ 3 ]  |
| Пока Кадзума начинает беспокоиться о странном поведении Даркнесс, её подруга Крис предлагает ему научиться навыку воровства. Немного потренировавшись, Кадзума нечаянно крадёт у Крис нижнее бельё, а через некоторое время и у Мэгумин, но уже намеренно. Позже жители всего города собираются у его ворот на ежегодный квест, где нужно сразить приближающуюся армию капустных монстров, чтобы потом собрать их в качестве урожая. В ходе битвы, в которой Даркнесс раскрывает свои мазохистские наклонности, Мэгумин применяет взрывную магию, в результате чего вся группа получает большую награду. | |                  |                  |                      |        |
| 4 | Взрывная магия для этого грозного врага! «Коно Кё:тэки ни Бакурэцу Махо: о!» (この強敵に爆裂魔法を!)                                    | Боб Сирохата     | Макото Уэдзу     | 3 февраля 2016 года  | [ 4 ]  |
| В то время как необходимость выполнять квесты перешла на второй план, так как герои получили достаточно денег за выполнение ежегодного квеста по борьбе с капустными монстрами (в частности, Кадзума, как оказалось, применил навык кражи к ним, а его высокий показатель удачи приумножил добычу), а генералы Короля демонов перебрались поближе к городу, Мэгумин намеревается практиковать свою взрывную магию. Для этого Кадзума стал сопровождать её до места, откуда открывается вид на заброшенный с виду замок, чтобы Мэгумин каждый день отрабатывала свою магию на нём. В конце концов это приводит в ярость Вердию, генерала Короля демонов, который всё это время жил в замке. Он появляется у стен города, и во время диалога с Мэгумин, в котором она заявила, что не собирается прекращать взрывать замок, он намеревался наложить на неё смертельное проклятие, однако удар на себя приняла Даркнесс. Тогда Вердия предупредил Мэгумин, что если она не прибудет в его замок в течение недели, Даркнесс будет суждено умереть по её вине. Однако сразу же после его исчезновения Аква применяет свою целительную магию и избавляет Даркнесс от проклятия, тем самым устраняя нужду посещать замок. | |                  |                  |                      |        |
| 5 | Цена этого проклятого меча! «Коно Макэн ни Онэдан о!» (この魔剣にお値段を!)                                                             | Такатоти Судзуки | Аой Акасиро      | 10 февраля 2016 года | [ 5 ]  |
| Несмотря на то, что в ратуше пока предлагаются только сложные задания, Аква решает взять квест по очищению воды в озере, населённом монстрами-аллигаторами. Для безопасности её поместили в клетку, которую поставили в воду. Спустя время Аква выполнила квест, однако она осталась в подавленном настроении и не хотела покидать клетку из-за нападения аллигаторов. В итоге пришлось доставлять её обратно непосредственно в клетке. По пути компания встречает Кёю Мицуруги — ещё одного юношу, которого Аква перенесла в Аксель. Он оказывается недоволен тем, что её перевозят в клетке, и ломает её, а вскоре вызывает Кадзуму на дуэль, заявляя, что Аква в случае победы пойдёт с ним. Однако Кадзума применяет умение кражи, овладевает его проклятым мечом, который Кёя получил перед перерождением в параллельном мире в качестве начального предмета, а затем сражает его им же. На следующий день Кёя находит Кадзуму в ратуши, узнав, что он крал у девушек трусики и что он якобы окунал остальных в слизь, и в очередной раз уговаривает Акву пойти с ним, однако получает от неё удар по лицу. Попросив Кадзуму вернуть свой меч, он с ужасом узнаёт, что Кадзума продал его. Тем же днём у главных ворот Акселя снова появляется Вердия, который был удивлён тем, что за неделю в его замок так никто и не пришёл. | |                  |                  |                      |        |
| 6 | Решение для этого бесполезного поединка! «Коно Рокудэмонай Татакай ни Кэттяку о!» (このろくでもない戦いに決着を！)                      | Сюндзи Ёсида     | Макото Уэдзу     | 17 февраля 2016 года | [ 6 ]  |
| Пришедший в ярость непрекращающимися взрывами замка Вердия создаёт рядом с городом армию нежити, которую быстро подавляет Мэгумин взрывной магией. Тем временем Вердия решил сражаться с Даркнесс, и в этот момент Кадзума осознал уязвимость дуллахана перед водой и попросил Акву использовать способность генерировать воду для создания потопа. Пользуясь его временной слабостью, Кадзума крадёт голову Вердии, давая возможность Акве поразить его своей магией. На следующий день компания получает большую награду за победу над Вердией, однако деньги сразу же уходят на починку городской стены, которая разрушилась в результате потопа Аквы. | |                  |                  |                      |        |
| 7 | Вторая смерть в этом морозном сезоне! «Коно Когоэсо: на Кисэцу ни Нидомэ но Си о!» (この凍えそうな季節に二度目の死を！)                 | Масато Миёси     | Аой Акасиро      | 24 февраля 2016 года | [ 7 ]  |
| Тем временем в параллельном мире настал зимний сезон, а главные герои намереваются оплатить все долги из-за разрушенной городской стены, и поэтому Кадзума берёт квест на уничтожение снежных эльфов далеко от города, который никто до них не брался выполнять. Дойдя до горной местности и уничтожив десяток снежных эльфов в виде летающих шаров снега с глазами, герои начинаются задумываться, почему этот лёгкий для выполнения квест всё время никто не брал. В этот момент появляется Сёгун зимы — грозный хранитель зимней природы, превосходящий героев по вооружению и скорости. Аква пытается раздобрить его: она выпускает на волю снежных эльфов, становится на колени и просит милосердия у него, и к этому она призывает остальных. Кадзума поступил так же, однако он забыл убрать своё оружие из рук, за что Сёгун зимы его убивает. Кадзума опять попадает в пространство между мирами и видит богиню Эрис. Она предлагает ему вернуться в мир, откуда он пришёл сначала, однако в это время Аква воскрешает его своей магией, таким образом возвращая его обратно к жизни. | |                  |                  |                      |        |
| 8 | Рука помощи на случай, если будет трудно пережить зиму! «Коно Фую о Косэнай Орэ-тати ни Аи но Тэ о!» (この冬を越せない俺達に愛の手を！) | Хидэхико Кадота  | Кодзиро Накамура | 2 марта 2016 года    | [ 8 ]  |
| Кадзума и Аква посещают магический магазин Виз — добродушной девушки, являющейся личем и одной из генералов Короля демонов только для поддержания барьера вокруг замка Короля демонов. Виз учит Кадзуму умению иссушающего касания, которое позволяет высасывать чужую магическую энергию. После этого компания получает квест по зачистке большого особняка от злых духов, в котором они могут остаться жить на время зимы. Ночью на Кадзуму и Мэгумин нападают ожившие куклы, и одновременно им нужно попасть в туалет и бежать от духов. К утру Аква изгнала всех духов, а днём Кадзума узнаёт, что в особняке духи появились из-за того, что Аква во время одного из прошлых квестов уничтожила на кладбище барьер, сдерживавший их от остального мира. | |                  |                  |                      |        |
| 9 | Богиня благословляет этот прекрасный магазин! «Коно Субарасий Мисэ ни Сюкуфуку о!» (この素晴らしい店に祝福を！)                         | Таро Кубо        | Аой Акасиро      | 9 марта 2016 года    | [ 9 ]  |
| Гуляя по городу, Кадзума случайно встречает своих друзей-авантюристов Кита и Даста, которые собираются посетить заведение суккубов, приносящих посетителям сладострастные сны. Кадзума сразу соглашается пойти с ними и заключает со служительницей заведения договор, причём его предупредили не пить слишком много предстоящим вечером. После роскошного ужина с крабовым мясом Кадзума сразу отправляется спать, но не может долгое время уснуть. Поэтому он идёт в ванную комнату, где вскоре засыпает. Придя в себя, он видит, как к нему заходит Даркнесс. Он думает, что это сон, принимает Даркнесс за суккуб и приказывает ей выполнять его желания. Спустя время они слышат голос Аквы. Как оказалось, она и Мэгумин нашли в особняке настоящего суккуба и поймали его в ловушку для дальнейшего уничтожения. Кадзума нашёл их и заступился за суккуб, намереваясь спасти его, но он не смог противостоять им в одиночку, а суккуб вскоре улетел. На следующий день весь город узнаёт о ходячей крепости «Разрушитель», которая приближается к городу. | |                  |                  |                      |        |
| 10 | Последнее пламя для этой суперкрепости! «Коно Рифудзин на Ё:сай ни Сю:эн о!» (この理不尽な要塞に終焔を！)                               | Сюндзи Ёсида     | Макото Уэдзу     | 16 марта 2016 года   | [ 10 ] |
| Узнав о приближении ходячей крепости «Разрушитель», все путешественники собираются в ратуше для обсуждения противодействия ей. Сначала все надежды падают на Мэгумин, которая, однако, заявила, что одного её взрыва будет недостаточно для уничтожения крепости. Неожиданно появляется Виз, которая готова помочь с этим. Сразу же после этого жители города готовятся к встрече с крепостью, а Виз и Мэгумин договариваются ударить по «Разрушителю» одновременно после того как Аква уничтожит его защитный барьер. Перед битвой Даркнесс рассказывает Кадзуме о её прошлом и что её настоящее имя — Лалатина Дастинесс Форд. После уничтожения барьера крепости настаёт очередь ударить Виз вместе с Мэгумин, но Мэгумин сильно волнуется перед этим. Кадзума подбодряет её, и она и Виз совершают двойной удар магией по «Разрушителю», после чего крепость получает большие повреждения и запускает обратный отсчёт до самоуничтожения, способного стереть город с лица земли. Даркнесс решает предотвратить это и поэтому забирается в крепость. Этому следуют остальные путешественники. Аква и остальные находят внутри крепости скелет её создателя и его дневник, в котором они узнают об истории «Разрушителя». Затем герои находят ядро крепости, отвечающее за её самоуничтожение. Виз собирается телепортировать ядро из крепости, и для этого она поглощает магическую энергию Кадзумы, достаточную для его телепортации в случайное место. После телепортации ядра крепость раскаляется и снова может взорваться. Пытаясь помочь Виз взорвать крепость, Кадзума собирается поглотить для неё энергию Аквы иссушающим касанием и передать ей, однако сразу же понимает, что это может растворить лича. В этот момент один из путешественников приносит на себе Мэгумин, и Кадзума уже для неё поглощает энергию Аквы. Переполнив Мэгумин энергией, она совершает ещё один взрыв, таким образом окончательно уничтожая крепость. Через несколько дней в город прибывают рыцари из столицы и сообщают Кадзуме и остальным, что ядро крепости попало в поместье повелителя Альдарпа. | |                  |                  |                      |        |
| OVA | Богиня благословляет этот прекрасный чокер! «Коно Субарасий Тё:ка: ни Сюкуфуку о!» (この素晴らしいチョーカーに祝福を！)                 | Ясуо Ивамото     | Аой Акасиро      | 24 июня 2016 года    | [ 11 ] |
| Кадзума и компания посещают магический магазин Виз, когда внезапно из-за полки с товарами появляется Юнъюн, бывшая одноклассница Мэгумин, которая сразу же вызывает её на поединок. Во время их небольшого разговора Юнъюн берёт с полки случайную вещь — колье, как бы показывая, что она в магазине ради покупок, а не для встречи с Мэгумин. Кадзума в это время подобрал уроненное Юнъюн колье и надел его. Виз вскоре рассказала, что это колье будет стягиваться вокруг шеи владельца, пока его желание не будет исполнено, иначе оно окончательно задушит его на четвёртый день. Следующие три дня Аква, Даркнесс, Виз, Мэгумин и Юнъюн вынуждены выполнять все желания Кадзумы, порой смущающие их пошлостью. На четвёртый день Кадзума благодарит всех девушек за проявленную заботу и их преданность, а также говорит, что он больше всего ценил в них их грудь, после чего колье отпадает. Кадзума понял, что он первоначально пожелал тишину и покой во взаимоотношениях, когда видел перепалку Мэгумин и Юнъюн в магазине Виз. Девушки в недоумении смотрят на Кадзуму, а Аква предлагает ему снова надеть колье. Через некоторое время Кадзума оказывается сидящим напротив Эрис, понимая, что Аква его задушила. | |                  |                  |                      |        |

### Kono Subarashii Sekai ni Shukufuku o! 2
| 1 | Освободи меня от этой судебной несправедливости! «Коно Футо: Сайбан ни Кю:эн о!» (この不当裁判に救援を！)                           | Ясуо Ивамото                   | Макото Уэдзу     | 12 января 2017 года  | [ 12 ] |
| Через несколько дней после победы над крепостью «Разрушитель» в Аксель из столицы прибывают прокурор Сэна и отряд рыцарей. Сэна объясняет, что раскалённое ядро Разрушителя уничтожило поместье повелителя Альдарпа, после чего обвиняет Кадзуму в преступной деятельности. Она также поясняет, что наказание могут понести даже те, кто хоть как-то причастен к этому инциденту, в результате чего Кадзума теряет поддержку компании и всей ратуши и его отправляют в тюрьму до судебного расследования. Несколько ночей Аква, Мэгумин и Даркнесс всячески пытаются помочь Кадзуме выбраться из тюрьмы, но безуспешно. Спустя время Сэна отводит Кадзуму на допрос с миниатюрным детектором лжи и расспрашивает его. На вопрос прокурора, связан ли он с армией Короля демонов, Кадзума уверенно отвечает, что нет, однако он забывает о принадлежности Виз, из-за чего детектор срабатывает, давая Сэне весомую причину, чтобы судить его. Во время суда Крис, Кёя и другие, кому Кадзума доставил некогда неприятности, рассказывают о его поступках. Сэна пользуется этими сведениями, чтобы признать подсудимого виновным, но тот, протестуя, громко заявляет об отсутствии его связи с армией Короля демонов. Детектор лжи, находившийся всё это время на месте суда, не срабатывает. Судья отказывается признать Кадзуму виновным, однако Альдарп сообщает, что это может нанести удар по его королевской чести. Это подталкивает судью признать Кадзуму виновным, но в дело вмешивается Даркнесс. Она показывает фамильный герб рода Дастинесс и просит пощадить Кадзуму. Судья принимает решение отложить судебные разбирательства на неопределённые срок, а Даркнесс остаётся в долгу перед Альдарпом. По возвращении компании в особняк к ним врываются рыцари и забирают всё имущество, чтобы покрыть их долги за разрушенное королевское поместье. | |                                |                  |                      |        |
| 2 | Подруга для этой девушки из рода Алых демонов! «Коно Ко:ма но Мусумэ ни Ю:дзин о!» (この紅魔の娘に友人を！)                         | Ясуюки Эбара                   | Макото Уэдзу     | 19 января 2017 года  | [ 13 ] |
| В зимнее время Кадзума и Аква остаются в особняке при сложных обстоятельствах и думают, как освободить Даркнесс, тем временем пребывающую у Альдарпа. Спустя время возвращается Мэгумин, которая взяла приютить кошку, названную Тёмусукэ. Неожиданно в особняк прибегает Сэна и приказывает выйти за пределы Акселя для устранения гигантских жаб, пока она будет за ними наблюдать. Троица безуспешно борется с ними, и в конце концов они поглощают Мэгумин, Сэну и Акву, однако в этот момент неизвестная девушка использует свою магию и уничтожает жаб. Незнакомка всем представляется как Юнъюн, дочь вождя Алых демонов, и использует встречу, чтобы вызвать Мэгумин на дуэль, но та отказывается. После долгих уговоров та соглашается на дуэль с применением боевых искусств. Когда выходит солнце из-за облаков, Юнъюн замечает слизь на её теле и уже пытается избежать поединка, после чего Мэгумин бежит скорее её схватить, что у неё и получается. Юнъюн, тоже оказавшаяся в слизи, убегает, а Кадзума и Мэгумин идут в домой с её волшебным шаром в качестве трофея. После слов Кадзумы о том, что Мэгумин может быть милее Юнъюн, той удаётся обнять его, покрывая слизью. Придя в особняк, они не уступают друг другу поход в ванную комнату и договариваются пойти туда вместе. На следующий день троица идёт в магазин Виз, чтобы продать трофей, и встречает там Юнъюн, притворившуюся обычным посетителем. Во время споров Мэгумин и Юнъюн насчёт того, были ли у неё друзья в прошлом, Аква находит шар дружбы. Мэгумин и Юнъюн используют его, показывая всем их порой вызывающие воспоминания из детства. Мэгумин разбивает шар и говорит, что потеряла азарт состязаться с Юнъюн и что она выросла из этого. После слов о том, что она принимала ванную с Кадзумой, Юнъюн в истерике убегает из магазина. | |                                |                  |                      |        |
| 3 | Мир хозяину этого лабиринта! «Коно Мэйкю: но Арудзи ни Ясураги о!» (この迷宮の主に安らぎを！)                                       | Сюндзи Ёсида                   | Макото Уэдзу     | 26 января 2017 года  | [ 14 ] |
| С целью заработать больше денег Кадзума и Аква отваживаются посетить недавно обнаруженное подземелье Кила. Поскольку Мэгумин будет бесполезно находиться там, ей поручено ждать их около входа. Пока Кадзума и Аква исследуют подземный лабиринт, они встречают на пути всяческую нечисть, которую Аква вынуждена изгонять с помощью заклинаний. В конце концов они встречают хозяина этого лабиринта, мага по имени Кил. Он рассказывает им историю, как он, ещё будучи человеком, полюбил королевскую дочь, которой было суждено выйти замуж по политическим соображениям, и попросил короля оставить её с ним в качестве награды, но ему отказали, после чего Кил решил убежать с ней. Так, он построил подземелье, его возлюбленная давно умерла, а сам он, став личем, больше не мог умереть. В итоге Кил попросил упокоения его души и его возлюбленной, что и сделала Аква. По пути из подземелья Кадзума понимает, что вся нечисть, в том числе и Кил, пробудилась из-за присутствия Аквы. По возвращении в ратушу Кадзума, Аква и Мэгумин за выполнение квеста получают сокровища Кила в качестве награды. | |                                |                  |                      |        |
| 4 | Суженый для этой благородной дочери! «Коно Кидзоку но Рэйдзё: ни Рё:эн о!» (この貴族の令嬢に良縁を！)                               | Таро Кубо                      | Кодзиро Накамура | 2 февраля 2017 года  | [ 15 ] |
| Неожиданно возвращается Даркнесс, которая говорит, что её собираются выдать замуж за сына Альдарпа — Вальтера. Кадзума думает, что это хорошая возможность избавиться от неё, поскольку от неё мало пользы в группе, и предлагает сопроводить её до поместья Дастинесс на встречу с отцом, объясняя это желанием помешать браку. На выходе из особняка Сэна приказывает Кадзуме разобраться с монстрами около города, но он говорит Мэгумин, что маг справится с этим лучше всех, используя магию взрыва, после чего она сама идёт с Сэной. Так, Аква под видом служанки и Кадзума в качестве прислуги прибывают с Даркнесс в поместье. Он делает всё, чтобы её встреча с Вальтером прошла наиболее гладко, зная, что её отец потом вознаградит его. Даркнесс пытается вести себя зазорно, но это только вызывает симпатию у Вальтера, который, по его словам, сам не хотел брака. После этого Даркнесс вызывает Кадзуму на дуэль на мечах, но тот использует магию и в конце концов побеждает её, поглотив всю её энергию. Придя в себя, Даркнесс говорит, что ждёт ребёнка от Кадзумы. Вальтер принимает это и уходит. Вскоре внезапно в комнату приходит Сэна. | |                                |                  |                      |        |
| 5 | Порабощение для этого рыцаря в маске! «Комо Камэн но Киси ни Рэйдзоку о!» (この仮面の騎士に隷属を！)                                | Сюндзи Ёсида                   | Токо Матида      | 9 февраля 2017 года  | [ 16 ] |
| Сэна заявляет, что обнаружила источник, откуда появляются монстры, пугающие население Акселя. Им оказывается подземелье Кила, в котором побывали Кадзума и Аква, оставившая там магический круг, послуживший причиной проблемы. Сэна требует провести расследование этого места. Около входа в подземелье члены гильдии замечают маленьких существ в маске, и один из них прилипает к Акве и взрывается, без вреда для неё. Так, они решают обойти подземелье, попутно уничтожая монстров. В конце концов Кадзума и Даркнесс находят Ванира, одно из генералов Короля демонов, способного читать мысли. Он объясняет, что хотел обустроить собственное подземелье с ловушками, чтобы потом сразиться с искателями приключений и красиво умереть. Между ними происходит схватка, в ходе которой Даркнесс уничтожает тело Ванира, однако его маска прилипает к её лицу, таким образом начав поглощать её тело. Кадзума стирает магический круг и накладывает печать, данную ему Сэной, на маску. После этого Ванир, частично обладающий телом Даркнесс, бежит из подземелья, чтобы отомстить богине Акве, так как людей он никогда не убивает. Даркнесс удаётся сопротивляться поглощению, но затем она предлагает Ваниру выбор: заставить его покинуть её тело и быть изгнанным магией Аквы или попросить Мэгумин взорвать их обоих. Ванир отказывается покинуть тело, и Мэгумин применяет на Даркнесс взрывную магию. В результате Кадзума освобождается от долгов и подозрений в государственной измене, обретает всеобщее признание в ратуше и получает большое вознаграждение, Даркнесс же получает в качестве награды новую броню, а её настоящее имя теперь всем известно, что её сильно смущает. | |                                |                  |                      |        |
| 6 | Прощай, этот раздражающий мир! «Коно Вадзураваси: Гайкай ни Саёнара о!» (この煩わしい外界にさよならを!)                             | Ясуюки Эбара                   | Кодзиро Накамура | 16 февраля 2017 года | [ 17 ] |
| Придя в магазин Виз, Кадзума с недоумением встречает Ванира. Как оказалось, у него осталась дополнительная жизнь, а он сам перестал быть генералом Короля демонов и устроился работать к Виз. Спустя время Кадзума в городской кузнице получает заказанную им катану, которую он переделывает в кинжал вследствие неудобства использования. После этого команда берёт квест по уничтожению гигантских бегущих ящериц, угрожающих нанести большой ущерб городу в их брачный период, когда стая самцов преследует одну самку. Кадзума умело подбирает тактику и учитывает все возможные исходы битвы, осев на дереве и вооружившись луком, чтобы первым делом убить самку и затем избавиться от остальных. Однако Аква отходит от плана и пускает сигнальный огонь в небо, тем самым привлекая ящериц. Мэгумин же не может применить магию взрыва, поскольку этим утром Кадзума отнял немного её сил. Пробежавшие ящерицы сбивают с ног девушек и делают разворот. Кадзума намеревается покончить с самкой, но та прыгает в его сторону. Ему удаётся убить её в воздухе, однако её тело падает в крону дерева, и он срывается и разбивается о землю. Кадзума вновь оказывается в пространстве между мирами и видит богиню Эрис. Он понимает, что Аква его возродит, из-за чего он не придаёт встрече особое значение. Здесь же он осознаёт, что Эрис является его идеальной героиней, просит её переродить его в реальном мире и в другой семье и старается выиграть время, чтобы побыть с ней. В этот момент он чувствует, что девушки издеваются над его телом, и соглашается вернуться к жизни в фэнтезийном мире. | |                                |                  |                      |        |
| 7 | Приглашение для этого болвана! «Коно Футэбутэси: Намакура ни Сё:тай о!» (このふてぶてしい鈍らに招待を！)                            | Такатоси Судзуки, Сюндзи Ёсида | Токо Матида      | 23 февраля 2017 года | [ 18 ] |
| Ванир предлагает Кадзуме выбор: продать права на интеллектуальную собственность некоторых вещей из реального мира за разовую выплату 300 миллионов эрис или подписать с ним контракт о разделении прибыли, по которому тот будет получать 1 миллион в месяц. Он даёт время для принятия решения и уходит. Мэгумин заявляет, что богатство будет только отвлекать от приключений, и предлагает всем отправиться на горячие источники города Арканретия, чтобы Кадзума смог полностью восстановиться после прошлой битвы. Кадзума приходит в магический магазин, чтобы уведомить Ванира о поездке, и видит там Виз, лежащую без сознания. Как он узнаёт, Ванир пытался остановить её покупать ненужные вещи и применил на ней заклинание электрошокера. Так, Кадзума приносит на себе Виз к группе. Акве достаётся место сзади повозки, и караван отправляется в Арканретию. По пути Кадзума замечает на горизонте облако пыли и сообщает об этом кучеру. Тот говорит, что это могут быть соколы-бегуны, ищущие самый твёрдый предмет. Стая приближается ближе к повозкам, и Кадзума осознаёт, что они бегут в сторону Даркнесс, чья броня содержит адамантит. Караван останавливается, в то время как группа, зная, что это случилось из-за них, выходит для защиты. Даркнесс наперекор другим выбегает навстречу стае, чтобы встретить соколов лицом к лицу. | |                                |                  |                      |        |
| 8 | Экскурсия по этому жалкому городу! «Коно Итайтаси: Мати ни Канко: о!» (この痛々しい街に観光を！)                                    | Ясуо Ивамото                   | Кодзиро Накамура | 2 марта 2017 года    | [ 19 ] |
| Аква применяет на Даркнесс заклинание благословения, и соколы-бегуны игнорируют рыцаря. Кадзума разрабатывает план по избавлению от них. Узнав о пещере неподалёку, он просит кучера отправиться на повозке туда, ведя соколов за собой. Добравшись туда, Кадзума бросает Даркнесс к входу в пещеру, а когда все соколы оказываются внутри, Мэгумин взрывает пещеру. Вечером все путешественники празднуют победу и благодарят группу. Ночью к ним приходит множество нежити, но Аква, из-за которой они пришли, изгоняет их. Прибыв в Арканретию, группа понимает, что этот город является центром культа Аксис, чьим основателем является Аква. Жители всё время пытаются обратить Кадзуму в свою церковь, что его раздражает, и одновременно с этим презрительно относятся к Даркнесс, последовательнице культа Эрис. | |                                |                  |                      |        |
| 9 | Богиня для этого продажного города горячих источников! «Коно Фудзё: на Онсэнгай ни Мэгами о!» (この不浄な温泉街に女神を！)          | Ацуси Накаяма                  | Макото Уэдзу     | 9 марта 2017 года    | [ 20 ] |
| Арканретия всё больше не нравится половине группы, в то время как Даркнесс становится по вкусу терпеть притязания горожан в силу её характера. В городской церкви Кадзума видит, как Аква проводит исповеди для жителей, и узнаёт от неё, что чем больше будет последователей культа Аксис и чем преданнее они будут, тем могущественнее будет богиня. Позже, узнав о горячих источниках, никак не разделённых по половому признаку, Кадзума отправляется туда и встречает там мужчину, которого тоже раздражает население Арканретии. Аква же всё время нечаянно очищает воду в источниках, из-за чего её не пускают в них, даже несмотря на признание одному заведующему источниками, что она является богиней. Спустя время она заявляет всем, что является богиней Аквой, сошедшей с небес, чтобы пресечь попытки шпионажа сторонников Короля демонов. Жители города в свою очередь не верят ей и её саму объявляют самозванкой и подозревают в связях с Королём демонов. | |                                |                  |                      |        |
| 10 | Богиня благословляет эту прекрасную группу! «Коно Субарасий Накама-тати ни Сюкуфуку о!» (この素晴らしい仲間たちに祝福を！)          | Сюндзи Ёсида                   | Макото Уэдзу     | 16 марта 2017 года   | [ 21 ] |
| Аква предполагает, что недовольство народа может быть вызвано загрязнением источника воды, после чего всем удаётся убежать от толпы и найти около Арканретии доступ к нему. Сторожи отказываются пропускать компанию, но после того, как выясняется, что они являются приверженцами культа Эрис и пропускают только его последователей, остальные силой отнимают у Даркнесс её кулон с эмблемой культа, после показа которого группа проходит к источнику, оказавшемуся отравленным. Рядом с ним все замечают мужчину, которого Кадзума и Виз встречали ранее в городе. Он оказывается Хансом, смертоносным ядовитым слизнем и командующим армией Короля демонов. Узнав о его происхождении и истинной цели нахождения в городе, все, кроме Виз и Даркнесс, намереваются сразиться с ним, надеясь на лёгкую победу. Даркнесс рассказывает о реальной опасности для жизни от слизня, и все, извиняясь, убегают от него. На пути обратно они видят разъярённых жителей города, идущих по их следам. Группа решает вернуться к источнику, где Ханс говорит, что съел одного из надзирателей, чтобы пройти сюда. Виз возмущена этим поступком и обездвиживает Ханса проклятыми кристальными оковами, так как он нарушил их договор о ненападении на мирных жителей. Он со своей стороны освобождается и принимает свою настоящую форму огромной массы ядовитой слизи. Аква старается защитить источник от полного отравления, к этому моменту подоспевают жители Арканретии, которые возлагают вину за испорченную воду на слизня и начинают верить словам Аквы и поддерживать её. Кадзума разрабатывает план по уничтожению Ханса. Он завлекает его в пропасть неподалёку и во время падения оказывается поглощён слизью, после чего Мэгумин наносит по Хансу удар магией взрыва, Виз замораживает оставшийся от него позвоночник, а Даркнесс прикрывает жителей города. Оставшийся небольшой сгусток слизи, в виде которого Ханс ещё может жить, Аква при помощи веры её последователей окончательно добивает божественным ударом. Это приводит к тому, что все горячие источники Арканретии превращаются в простую горячую воду, а Виз оказывается пострадавшей от магии и неспособной перенести всех домой, используя телепортацию, и группа вынуждена покинуть город на повозке. Кадзуму воскрешают, и все возвращаются назад в Аксель. | |                                |                  |                      |        |
| OVA | Богиня благословляет это прекрасное произведение искусства! «Коно Субарасий Гэйдзюцу ни Сюкуфуку о!» (この素晴らしい芸術に祝福を！) | Сюндзи Ёсида                   | Тока Матида      | 24 июля 2017 года    | [ 22 ] |
| Кадзума в ратуше встречает девушку по имени Ран, которая представляется новичком в этом мире и его поклонницей. Затем его находит Луна и предлагает ему задание, которое он бы не смог не принять в присутствии поклонницы. Им оказывается уничтожение голема, находящегося в руинах. Кадзуме удаётся уговорить Мэгумин и Акву принять в этом участие. На месте они обнаруживают железного голема, который после неудачной атаки на Даркнесс безболезненно бьёт пальцами по её груди. Как только он отбрасывает её, Мэгумин магией взрыва выводит его из строя, после чего он самоуничтожается. В ратуше Кадзума рассказывает историю выполнения этого задания Ран, позже к ним присоединяется Кёя. Луна предлагает Кадзуме ещё одно задание, на которое он вынужден согласиться. Узнав, что нужно только исследовать руины, Аква и Мэгумин решаются выполнить квест. Там они находят дневник человека, которого богиня перенесла в этот мир. Из него они узнают, что ему была дарована могущественная сила, с помощью которой он намеревался поразить Короля демонов. Однако много месяцев спустя он был неспособен с ней справиться и отказался от своей идеи. Он построил железный голем, заложил в него функцию самоуничтожения и стал создавать бисёдзё-роботов. Через несколько лет он решил продать свои наработки какому-нибудь народу. Кадзума с ужасом осознаёт, что этот человек однажды построил «Разрушителя». После этого группа находит робота-садиста в обличии девушки, который пытается избить Кадзуму, назвавшегося его хозяином. Мэгумин взрывает руины, а квест оказывается проваленным. В ратуше Кадзума снова рассказывает Ран про задание. Она прощается с ним и идёт к Луне. Кадзума подслушивает их разговор и узнаёт, что Ран договорилась с ней за деньги всячески мотивировать его на выполнение заданий. В результате Кадзума со злобы крадёт у них нижнее бельё. | |                                |                  |                      |        |